# Герб Голованівського району
Герб Голова́нівського райо́ну — один з офіційних символів Голованівського району Кіровоградської області. Затверджений рішенням Голованівської районної ради 2023 року.

## Опис
Геральдичний щит має форму прямокутника з півколом в основі.
|  | Щит перетятий срібною хвилястою нитяною балкою на зелене та червоне поля. У центра три золоті пшеничні колоски, під ними золота козацька шабля у піхвах руків'ям праворуч. |

Щит обрамований золотим картушем, оповитим синьою стрічкою із золотим девізом «Благословенні мир і праця». Картуш складається з дубового та калинового листя і колосків, а також рослинного орнаменту.

## Пояснення символіки
Золоті колоски символізують основну господарську галузь району — вирощування хліба.
Срібна хвиляста балка позначає річку Південний Буг, яка омиває територію Голованівського району з півдня.
Золота козацька шабля символізує історичне минуле краю та бойову славу предків. Девіз герба району проголошує головні моральні цінності мешканців Голованівщини.
Золото в гербі символізує багатство хліборобського краю, срібло — мудрість рішень та чистоту намірів місцевих жителів, зелений колір — торжество незалежності, червоний — силу і мужність народу, а синій — честь та славу предків.

## Цікаві факти
- На деяких варіантах герба в правому верхньому куті розміщено прямокутник, розбитий на дві рівні частини малинового та жовтого кольору. Іноді їх трактують як кольори прапора Кіровоградської області, що символізує адміністративну приналежність Голованівського району, однак в офіційному описі даних про це немає.